# Saint-Fulgent-des-Ormes
 Saint-Fulgent-des-Ormes  es una población y comuna francesa, situada en la región de Baja Normandía, departamento de Orne, en el distrito de Mortagne-au-Perche y cantón de Bellême.

## Demografía
| 265 | 250 | 204 | 197 | 176 | 158 |
| Para los censos de 1962 a 1999 la población legal corresponde a la población sin duplicidades (Fuente: INSEE [Consultar]) |     |     |     |     |     |